# Britisch-Zypern
| Flagge von Britisch-Zypern (1881–1922) | Badge von Britisch-Zypern (1881–1905)                  |
| Flagge (1881–1922)                     | Badge (1881–1905; C.H.C. für Cyprus High Commissioner) |

Britisch-Zypern war die Insel Zypern unter der Herrschaft des Britischen Empire, verwaltet nacheinander von 1878 bis 1914 als britisches Protektorat, von 1914 bis 1925 als einseitig annektierte militärische Besetzung und von 1925 bis 1960 als britische Kronkolonie. Nach den Zürcher und Londoner Abkommen vom 19. Februar 1959 wurde Zypern am 16. August 1960 unabhängig und ging zunächst in der Republik Zypern auf, heute de facto auch in der Türkischen Republik Nordzypern.

## Geschichte
Hauptartikel: Geschichte Zyperns seit der Kolonialzeit

### Gründung
Zypern war einst ein Teil des Osmanischen Reiches, zuletzt als Teil der Provinz Vilâyet Cezayir. Von 1570 bis 1571 wurde es zudem kurzzeitig von der Republik Venedig erobert.
Im Jahr 1878, nach dem Russo-Türkischen Krieg, übernahmen die Briten die Kontrolle über Zypern, obwohl es de jure immer noch zum Osmanischen Reich gehörte. Sie machten die Insel zu einem britischen Protektorat und übernahmen damit de facto die Kontrolle über Zypern. Dieser Status dauerte bis 1914 an.
1914, als der Erste Weltkrieg begann, schloss sich das Osmanische Reich den Mittelmächten Deutschland und Österreich-Ungarn an. Infolgedessen erklärte Großbritannien die vollständige Annexion von Zypern in das Britische Empire. Die Briten regierten die Insel zunächst militärisch.
Erst 1925 wurde Zypern offiziell zur britischen Kronkolonie erklärt und wurde dadurch auch rechtlich Teil von Großbritannien. Dies wurde zweimal völkerrechtlich bestätigt, zuerst im Vertrag von Sèvres von 1920 und dann erneut im Vertrag von Lausanne von 1923.

### Vorschlag der Vereinigung mit Griechenland
Im Jahr 1948 erklärte König Paul von Griechenland, dass Zypern eine Vereinigung mit Griechenland wünschte. Im Jahr 1950 stimmten laut eines Referendum der orthodoxe Kirche von Zypern rund 97 % der griechisch-zyprischen Bevölkerung für die zyprisch-griechische Vereinigung. Der griechische Wunsch und die Idee der Enosis wurden zu einem internationalen Thema, als sich schließlich auch die neugegründeten Vereinten Nationen diesem Anliegen widmeten.

### Griechisch-zyprischer Widerstand
Von 1955 bis 1959 führte der Wunsch der griechischen Bevölkerung nach einer Vereinigung mit dem griechischen Festland zu einer militärischen Auseinandersetzung auf der Insel, an welcher maßgeblich die Guerillagruppe EOKA beteiligt war. Sie verübte Anschläge auf britische Ziele und auch direkt auf britische Menschen auf der Insel, um ihrem Wunsch nach der Vereinigung mit Griechenland Ausdruck zu verleihen.

### Unabhängigkeit
Am 19. Februar 1959 wurden die Zürcher und Londoner Abkommen unterzeichnet, die den Prozess zur Bildung eines unabhängigen Zyperns einleiteten. Das Vereinigte Königreich gewährte Zypern am 16. August 1960 die Unabhängigkeit und gründete die heutige Republik Zypern. Erzbischof Makarios III. wurde zum ersten Präsidenten des unabhängigen Zyperns gewählt. Als Teil des Unabhängigkeitsabkommens behielt das Vereinigte Königreich die Souveränen Gebiete Akrotiri und Dekelia als britisches Überseegebiet.
Im März 1961 wurde Zypern auf der Commonwealth Prime Ministers’ Conference von 1961 eine unabhängige Republik im Commonwealth of Nations, und Erzbischof Makarios III. wurde sowohl Staatsoberhaupt als auch Regierungschef im Commonwealth.
Im Jahr 1961 wurde die Republik Zypern das 99. Mitglied der Vereinten Nationen.